# Tephrosia thurberi
Tephrosia thurberi är en ärtväxtart som beskrevs av Per Axel Rydberg. Tephrosia thurberi ingår i släktet Tephrosia och familjen ärtväxter. Inga underarter finns listade i Catalogue of Life.